# Лорд Полуарт

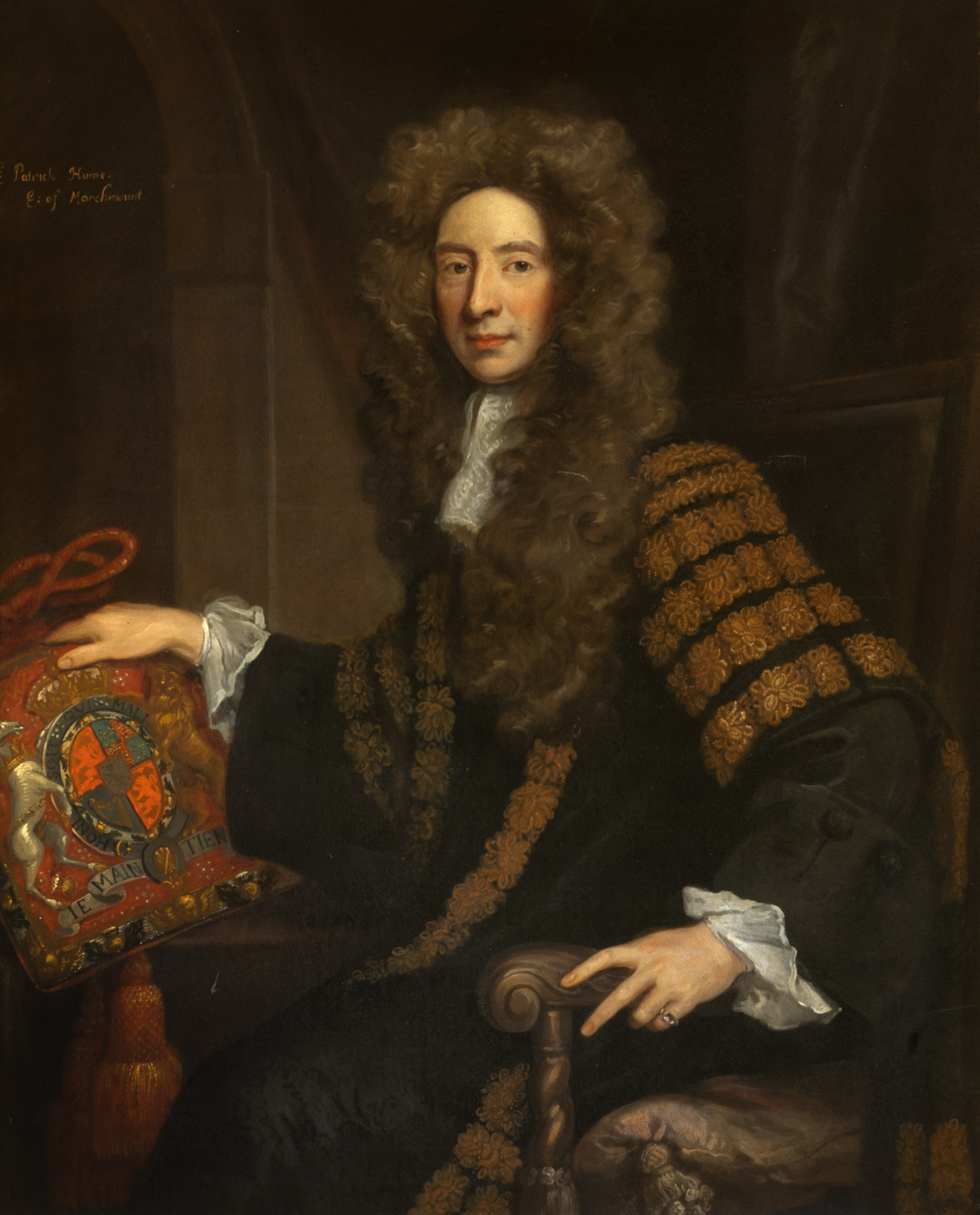
Патрик Хьюм, 1-й граф Марчмонт (1641—1724)

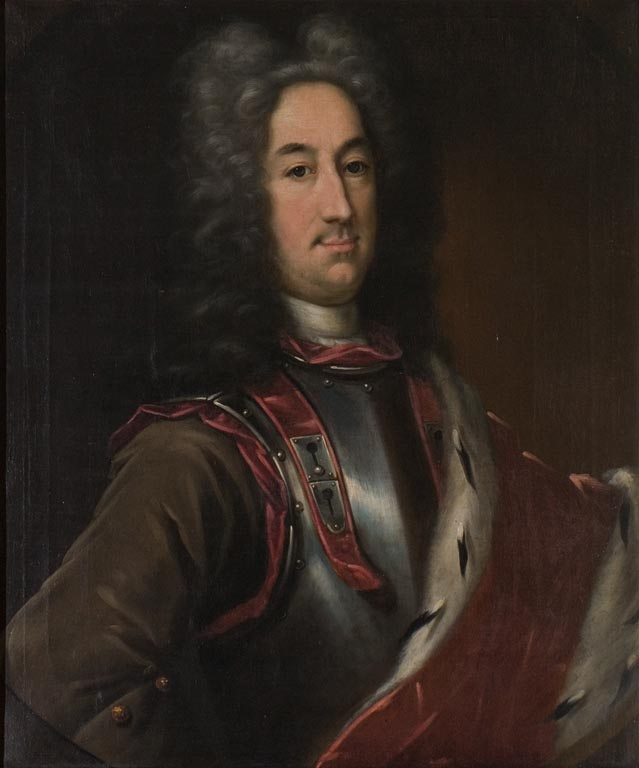
Александр Хьюм-Кэмпбелл, 2-й граф Марчмонт (1676—1740)

Лорд Полуарт из Полуарта в графстве Бервик (англ. Lord Polwarth) — наследственный титул в системе пэрства Шотландии. Он был создан 26 декабря 1690 года для сэра Патрика Хьюма из Полуарта, 2-го баронета (1641—1724), лорда-канцлера Шотландии с 1696 по 1702 год. Титул баронета в баронетстве Новой Шотландии был создан в 1637 году для его отца и тёзки, Патрика Хьюма (ум. 1648). В 1697 году для Патрика Хьюма еще были созданы титулы лорда Полуарта из Полуарта, Ридбраса и Гринлоу, виконта Бласонберри и графа Марчмонта (пэрство Шотландии). После смерти его внука, Хью Хьюма-Кэмпбелла, 3-го графа Марчмонта (1708—1794), все титулы креации 1697 года стали бездействующими.
В 1690 году о своих правах на лордство Полуарт подала иск Энн Анструтер-Петерсон, де-юре 4-я леди Полуарт (ум. 1822), дочь леди Энн Хьюм-Кэмпбелл, старшего дочери 3-го графа Марчмонта. Тем не менее она скончалась не добившись признания своих претензий на звание пэра. После её смерти на титул претендовала её тетка, Диана Скотт, де-юре 5-я леди Полуарт (1735—1827), младшая дочь 3-го графа Марчмонта, затем её сын Хью Хепберн-Скотт, де-юре 6-й лорд Полуарт (1758—1841). В 1835 году Хью Хепберн-Скотт был признан Палатой лордов в качестве 6-го лорда Полуарта. Его сын, Генри Фрэнсис Хепберн-Скотт, 7-й лорд Полуарт (1800—1867), был шотландским пэром-представителем в Палате лордов (1843—1867). Также он был депутатом Палаты общин Великобритании от Роксбургшира (1826—1832) и лордом-лейтенантом Селкиркшира (1845—1867). Его сын, Уолтер Хью Хепберн-Скотт, 8-й лорд Полуарт (1838—1920), также служил лордом-лейтенантом Селкиркшира (1878—1920). Правнук последнего, Генри Александр Хепберн-Скотт, 10-й лорд Полуарт (1916—2005), был шотландским пэром-представителем в Палате лордов (1945—1963), губернатором Банка Шотландии (1966—1972) и занимал пост министра в правительстве Шотландии в консервативной администрации Эдварда Хита (1972—1974). По состоянию на 2023 год носителем титула являлся сын последнего, Эндрю Уолтер Хепберн-Скотт, 11-й лорд Полуарт (род. 1947), который сменил своего отца в 2005 году.
Титул учтивости наследников графов Марчонт — лорд Полуарт.

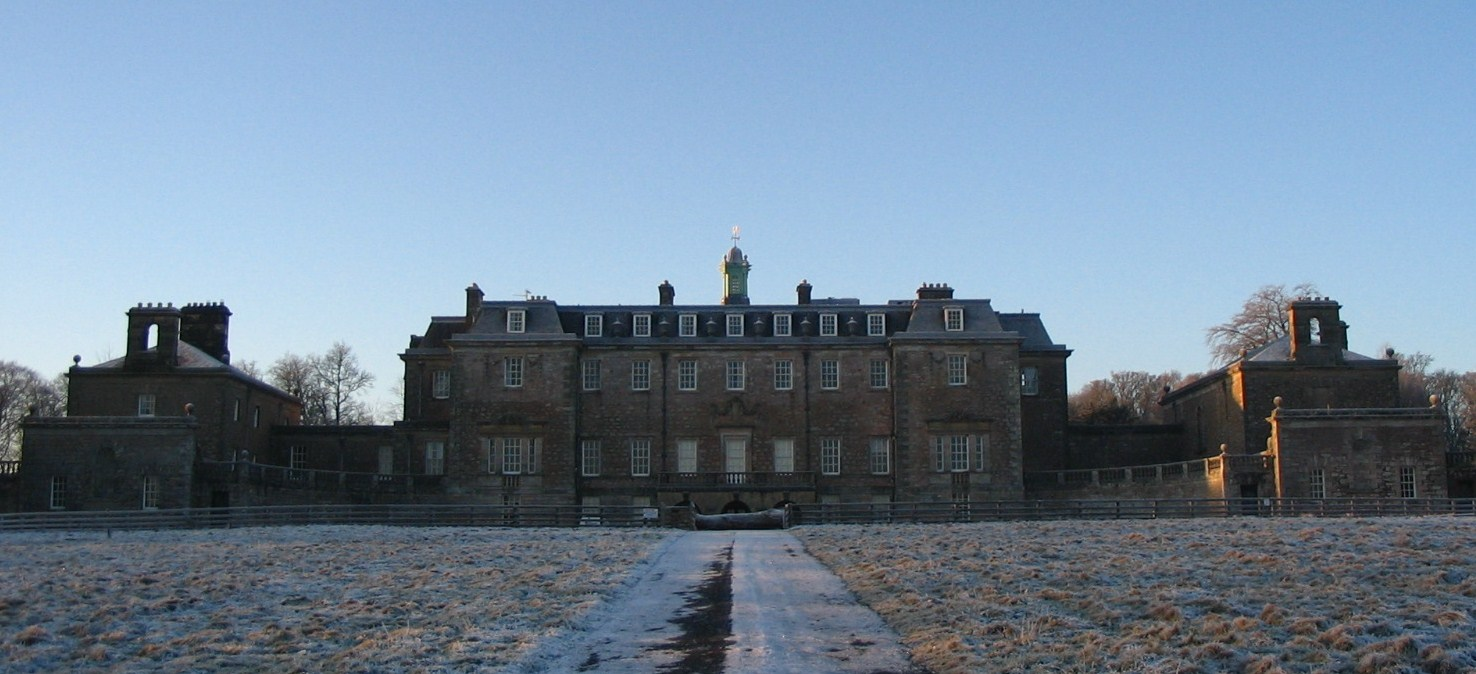
Марчмонт-хаус

Семейная резиденция графов Марчмонт — Марчмонт-хаус в Бервикшире, который был продан в 1913 году.

## Баронеты Хьюм из Полуарта (1637)
- 1637—1648: Сэр Патрик Хьюм, 1-й баронет (умер в апреле 1648), единственный сын сэра Патрика Хьюма (ум. 1609)
- 1648—1724: Сэр Патрик Хьюм, 2-й баронет (13 января 1641 — 2 августа 1724), единственный сын предыдущего, лорд Полуарт с 1690 года.

## Лорды Полуарт (1690)
- 1690—1724: Патрик Хьюм, 1-й лорд Полуарт (13 января 1641 — 2 августа 1724), единственный сын сэра Патрика Хьюма, 1-го баронета, граф Марчмонт с 1697 года.

## Графы Марчмонт (1697)
- 1697—1724: Патрик Хьюм, 1-й граф Марчмонт (13 января 1641 — 2 августа 1724), единственный сын сэра Патрика Хьюма, 1-го баронета
  - Патрик Хьюм, мастер Полуарт (11 ноября 1664 — 25 ноября 1709), старший сын предыдущего
- 1724—1740: Александр Хьюм-Кэмпбелл, 2-й граф Марчмонт (1 января 1676 — 27 февраля 1740), младший брат предыдущего
- 1740—1794: Хью Хьюм-Кэмпбелл, 3-й граф Марчмонт (15 января 1708 — 10 февраля 1794), старший сын предыдущего. Депутат Палаты общин Великобритании от Берика-апон-Туида (1734—1740) и хранитель Большой печати Шотландии (1764—1794).

## Лорды Полуарт (продолжение креации 1690)
- 1794—1822: Энн Анструтер-Петерсон, де-юре 4-й леди Полуарт (ум. 11 марта 1822), дочь сэра Джона Петерсона, 3-го баронета (ум. 1782), и достопочтенной Энн Хьюм-Кэмпбелл (ок. 1734—1790), старшей дочери Хью Хьюма-Кэмпбелла, 3-го графа Марчмонта
- 1822—1827: Диана Скотт, де-юре 5-й леди Полуарт (4 июня 1735 — 20 июля 1827), младшая дочь Хью Хьюма-Кэмпбелла, 3-го графа Марчмонта
- 1827—1841: Хью Скотт, де-юре, позже де-факто 6-й лорд Полуарт (10 апреля 1758 — 29 декабря 1841), единственный сын Уолтера Скотта (1724—1793) и достопочтенной Дианы Хьюм-Кэмпбелл (1735—1827), в июле 1835 года признан Палатой лордов в качестве 6-го лорда Полуарта
- 1844—1867: Генри Фрэнсис Хепберн-Скотт, 7-й лорд Полуарт (1 января 1800 — 16 августа 1867), сын предыдущего
- 1867—1920: Уолтер Хью Хепберн-Скотт, 8-й лорд Полуарт (30 ноября 1838 — 13 июля 1920), старший сын предыдущего
- 1920—1944: Уолтер Джордж Хепберн-Скотт, 9-й лорд Полуарт (7 февраля 1864 — 24 августа 1944), старший сын предыдущего
- 1944—2005: Генри Александр Хепберн-Скотт, 10-й лорд Полуарт (17 ноября 1916 — 4 января 2005), старший сын Уолтера Томаса Хепберна-Скотта, мастера Полуарта (1890—1942), внук предыдущего
- 2005 — настоящее время: Эндрю Уолтер Хепберн-Скотт, 11-й лорд Полуарт (род. 30 ноября 1947), единственный сын предыдущего
  - Наследник титула: достопочтенный Уильям Генри Хепберн-Скотт, мастер Полуарт (род. 21 марта 1973), старший сын предыдущего
    - Наследник наследника: Гарри Уолтер Хепберн-Скотт (род. 21 марта 2010), единственный сын предыдущего.